# 東亞毛灰蘚
東亞毛灰蘚（学名：Homomallium connexum）为灰蘚科毛灰蘚屬下的一个种。